# Башкири в Україні
Башкири в Україні (башк. Украина башҡорттары) — національна меншина, що проживає на території України. 
Більшість башкирів оселились в Україні за радянських часів унаслідок трудової міграції в СРСР. Через близькість до волзьких татар, яких в Україні суттєво більше, башкири утворюють національно-культурні організації спільно з ними (Республіканська федерація татар і башкирів Криму, Київський татаро-башкирський центр "Нур").
Башкири складають нині одну з нацменшин України (на 2001 — 4,2 тис. осіб, 0,008% від усього населення України). Історичною батьківщиною башкирів є Республіка Башкортостан, що входить до складу Російської Федерації на правах автономії. Нині 40% башкирів мешкають за межами Республіки Башкортостан.
Україна - третя за чисельністю башкир країна світу після Росії та Казахстану, у ній мешкає близько 0,2% від усіх башкир. Дружні стосунки між Україною і Республікою Башкортостан (2002 підписана угода про економічне і гуманітарне співробітництво) сприяють задоволенню культурних потреб діаспор в обох країнах (75 тисяч українців Башкортостану мають найкращі в РФ умови для розвитку культурно-національної сфери: тут діють національні школи, Республіканський національно-культурний центр українців Башкортостану «Кобзар» тощо).